# 韦里耶尔 (阿韦龙省)
韦里耶尔（法語：Verrières，法語：[vɛʁjɛʁ] ⓘ）是法国阿韦龙省的一个市镇，属于米约区。

## 地理
韦里耶尔（44°12'5"N, 3°3'29"E）面积53.01 平方千米，位于法国奧克西塔尼大區阿韦龙省，该省份为法国南部内陆省份，位于法國中央高原南部，北起顺时针与康塔爾省、洛泽尔省、加尔省、埃罗省、塔恩省、塔恩-加龙省和洛特省接壤。
与韦里耶尔接壤的市镇（或旧市镇、城区）包括：阿格萨克、孔佩尔、米约、塔恩河畔里维耶尔、圣博泽利、圣莱翁、阿韦龙河畔塞韦拉克、韦赞德莱韦祖。

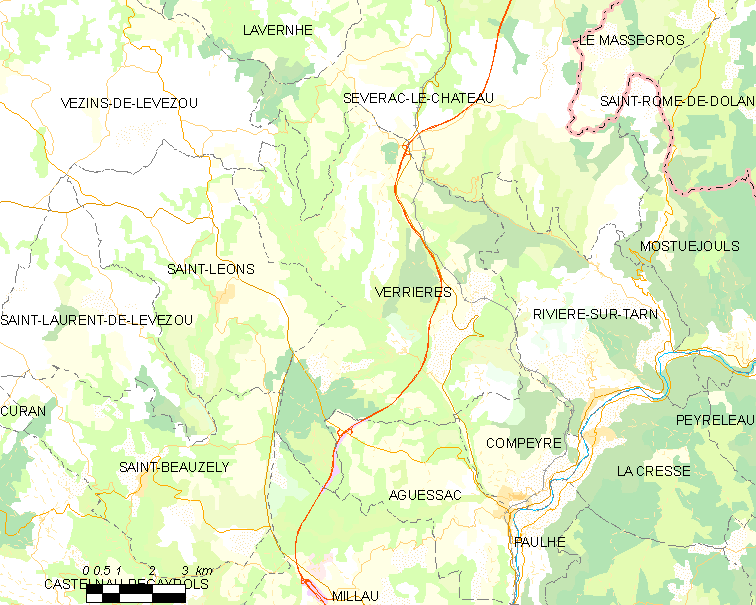
的OSM定位图

韦里耶尔的时区为UTC+01:00、UTC+02:00（夏令时）。

## 行政
韦里耶尔的邮政编码为12520，INSEE市镇编码为12291。

## 政治
韦里耶尔所属的省级选区为塔恩-科斯县。

## 人口

1962-2008年间人口变化图示

韦里耶尔于2022年1月1日时的人口数量为364人。